# Бромберг, Шейла
Шейла Бромберг (англ. Sheila Bromberg, полное имя Sheila Zelda Patricia Bromberg; 1928—2021) — музыкант Англии, арфистка; в Лондонском симфоническом оркестре выступала под псевдонимом Carla Skanger.
Первая женщина-музыкант, записавшаяся на пластинке группы Beatles.

## Биография
Родилась в Лондоне 2 сентября 1928 года в еврейской семье, некоторые её родственники были музыкантами.
Дед Бромберг жил в Российской империи и был главным трубачом Киевского симфонического оркестра, но в какой-то момент уехал за границу от еврейских погромов. Он поселился в Лондоне, где с трудом зарабатывал на жизнь, играя в кофейнях. Позже другие члены семьи Бромберг переехали в Соединенные Штаты; двоюродный брат Шейлы — мультиинструменталист Дэвид Бромберг — стал одним из гитаристов Боба Дилана, приняв участие в записи нескольких его альбомов. Майкл Бромберг, отец Шейлы, был оркестровым альтистом в Великобритании, выступал также в Шотландском королевском оркестре.
В детстве Бромберг сначала брала уроки игры на фортепиано у своего дяди по отцовской линии, а с четырнадцати лет начала обучаться игре на арфе в лондонском Королевском музыкальном колледже. Окончив это высшее музыкальное заведение в 1949-м, она в том же году вышла замуж за Сидни Лоуренса, торговца обувью и владельца магазинов рыболовного снаряжения и спортивных товаров.
Шейла Бромберг играла на арфе в Королевском филармоническом оркестре, Лондонском симфоническом оркестре, Королевском филармоническом оркестре Ливерпуля, Концертном оркестре BBC и других музыкальных коллективах. Принимала участие в оркестре, сопровождающем мюзикл «Призрак Оперы» во время его показа в Лондоне.
Бромберг подрабатывала в качестве сессионного арфиста как для британских, так и для зарубежных  музыкантов, которые гастролировали в Лондоне, включая Фрэнка Синатру и Бинга Кросби. Она стала первой женщиной-музыкантом, записавшейся на пластинке группы «Битлз» (песня «She’s Leaving Home» из альбома Sgt. Pepper’s Lonely Hearts Club Band). За три часа работы со знаменитой группой она получила 9 фунтов стерлингов.
Оставив публичные выступления, Шейла Бромберг посвятила оставшуюся жизнь преподаванию музыки.
Умерла 17 августа 2021 года в городе Эйлсбери графства Бакингемшир, не дожив двух недель до 93-летия.